# Фуань
Фуань (кит. спр. 福安市, піньїнь: Fú'ān Shì) — місто-повіт в південнокитайській провінції Фуцзянь, складова міста Нінде.

## Географія
Фуань виходить до західного берега Тайванської протоки.

### Клімат
Місто знаходиться у зоні, котра характеризується вологим субтропічним кліматом. Найтепліший місяць — липень із середньою температурою 28.1 °C (82.6 °F). Найхолодніший місяць — січень, із середньою температурою 8.6 °С (47.5 °F).
| Клімат Фуаня            | Клімат Фуаня | Клімат Фуаня | Клімат Фуаня | Клімат Фуаня | Клімат Фуаня | Клімат Фуаня | Клімат Фуаня | Клімат Фуаня | Клімат Фуаня | Клімат Фуаня | Клімат Фуаня | Клімат Фуаня | Клімат Фуаня |
| Показник                | Січ.         | Лют.         | Бер.         | Квіт.        | Трав.        | Черв.        | Лип.         | Серп.        | Вер.         | Жовт.        | Лист.        | Груд.        | Рік          |
| Середня температура, °C | 8,6          | 9,1          | 12,4         | 17,4         | 21,4         | 24,6         | 28,1         | 27,6         | 24,8         | 20,5         | 15,6         | 10,8         | 18,4         |
| Норма опадів, мм        | 51.5         | 88.7         | 144          | 174.2        | 233.9        | 252.2        | 129          | 189.7        | 192.9        | 68.3         | 48.1         | 37.2         | 1609.7       |
| Днів з опадами          | 13,1         | 15,3         | 18,5         | 18,9         | 20           | 18,4         | 12,5         | 14,2         | 12,6         | 10,1         | 10,2         | 11,3         | 175,1        |
| Вологість повітря, %    | 75.1         | 79.5         | 81.4         | 81.8         | 82.9         | 84.8         | 79.3         | 78.5         | 78.6         | 75.3         | 73.7         | 73.3         | 78.7         |
| ----------------------- | ------------ | ------------ | ------------ | ------------ | ------------ | ------------ | ------------ | ------------ | ------------ | ------------ | ------------ | ------------ | ------------ |
| Джерело: Weatherbase    |              |              |              |              |              |              |              |              |              |              |              |              |              |